# Bastardo (Donatella Rettore)
Bastardo è il secondo EP della cantante pop rock veneta Donatella Rettore, pubblicato nel 2003, in formato CD singolo, per la piccola etichetta indipendente NAR International, con ampia distribuzione ad opera della major Sony Music (a differenza del primo EP, "Lupi", che la cantante aveva invece fatto uscire, l'anno prima, nel 2002, soltanto in un'edizione limitatissima, sempre su CD singolo, disponibile esclusivamente in allegato ad una rivista specializzata).
Il lavoro, che contiene 4 tracce, prende il suo titolo dal brano portante, Bastardo, che compare in 2 differenti versioni: quella integrale, che chiude l'EP, e quella più breve, realizzata per le radio (connotata, appunto, come «radio edit»), posta invece in apertura. I due pezzi centrali sono costituiti invece da un secondo inedito, intitolato Cambio, scritto, come la title track, dalla collaudata coppia Rettore/Rego (Donatella e Claudio, compagni di lavoro e di vita da sempre, di lì a poco ufficializzeranno la loro unione, sposandosi), e dalla cover di Vento nel vento, una canzone di Lucio Battisti, composta dallo stesso cantautore, assieme allo storico paroliere Mogol, in cui la cantante ha la possibilità di dimostrare anche le sue raffinate doti di interprete.
L'extended play, pur praticamente privo di promozione radiofonica e televisiva, resta in classifica per tre settimane, arrivando a vendere, anche grazie alla distribuzione capillare della Sony, trentamila copie. Piuttosto rapidamente e altrettanto inaspettatamente, Rettore rientra così nelle classifiche di vendita dei singoli, dopo una lunga assenza, durata quasi dieci anni (il suo ultimo piazzamento risaliva, infatti, al brano melodico Di notte specialmente, il quale, già 10° nella graduatoria del Festival di Sanremo 1994, dove era stato lanciato, aveva stazionato nella Top 20 per due settimane, raggiungendo poi proprio il Numero 10 della Top Ten).

## Tracce
1. Bastardo (radio edit) - 3:11 (Rettore/Rego)
2. Cambio - 4:03 (Rettore/Rego)
3. Vento nel vento - 3:23 (Mogol-Battisti)
4. Bastardo - 3:55 (Rettore-Rego)

## Credits
- Donatella Rettore: voce e testi (tranne #3 di Mogol)
- Claudio Rego: musiche (tranne #3 di Lucio Battisti), produzione, realizzazione, arrangiamenti, programmazione tastiere e computer
- Phill Salera: produzione, realizzazione, arrangiamenti, registrazione, missaggio, programmazione tastiere e computer
- Giovanni Versari: masterizzazione
- Marco Rossi: foto
- Gennaro Marchese: make up
- Roberta Parisi per A.R.T. Paris, Roma: hair style
- Luca Giudice: coordinatore progetto
- Alessandro Bentivegna: direttore artistico
- Il Laboratorio Grafico, Milano - Elia Dezign.com: artwork
- NAR International s.r.l.: edizioni musicali (tranne #3 edizioni musicali SIAE)
- Sony Music Entertainment Italy S.p.A.: distribuzione

## Classifiche
| Classifica (2003) | Posizione massima |
| ----------------- | ----------------- |
| Italia            | 31                |

## Dettagli pubblicazione
| Paese  | Data | Etichetta                      | Formato    | N° Catalogo  |
| Italia | 2003 | NAR International / Sony Music | CD singolo | NAR 673866 2 |